# 四國中央市
四國中央市（日语：／ Shikokuchūō shi）是位於日本愛媛縣東端的城市。北邊面向瀨戶內海，南部則以四國山地與高知縣接壤。當地位於瀨戶內工業地區的範圍內，是愛媛縣和四國地區代表性的工業都市。四國中央市自2004年市町村合併以來，連續18年在與紙產業相關的製造品出口毛額位居日本第一，因此當地也被稱為「紙的城市」。當地的交通也相當便利，透過松山自動車道和高知自動車道等共4條高速道路與四國各縣連接，在交通上相當於整個四國的中心地區。
四國八十八箇所中的第65號札所三角寺即坐落於市內。
四國中央市的東部沿海地區為日本主要的造紙與紙加工的工業區，並透過市內的三島川之江港輸入造紙的原物料和輸出紙的加工產品，大王製紙在此處設有工廠。

## 地理
四國中央市境內約77%的面積被林野覆蓋，南部的山間地區位於法皇山脈與四國山地之間。當地的平原地區在初春至初夏時期會受到日本三大局地風之一的山風（日文原名：やまじ風）影響，對農作物造成損害。

### 氣候
四國中央市在氣候上屬於瀨戶內海式氣候。當地的平原地區年均溫為16℃，年均降雨量則約1500毫米，冬季時較少下雪。位於法皇山脈與四國山地之間的山間地帶年均溫為13.3℃，年降雨量則約1700毫米。

## 人口
| 四國中央市人口分布圖 |                                                   |  |
| 四國中央市與日本全國年齡別人口分布比較圖 （2005年資料） | 四國中央市的年齡、男女別人口分布圖 （2005年資料） |  |
| ■紫色是四國中央市 ■綠色是全国 | ■藍色是男性 ■紅色是女性                           |  |
| 四國中央市人口變化 \| 1970年 \| 92,663人 \| \| \| 1975年 \| 93,563人 \| \| \| 1980年 \| 95,168人 \| \| \| 1985年 \| 97,005人 \| \| \| 1990年 \| 97,215人 \| \| \| 1995年 \| 95,658人 \| \| \| 2000年 \| 94,326人 \| \| \| 2005年 \| 92,854人 \| \| \| 2010年 \| 90,187人 \| \| \| 2015年 \| 87,413人 \| \| \| 2020年 \| 82,754人 \| \| |                                                   |  |
| 資料來源：日本總務省統計中心提供之人口普查數據 |                                                   |  |
| 1970年 | 92,663人                                          |  |
| 1975年 | 93,563人                                          |  |
| 1980年 | 95,168人                                          |  |
| 1985年 | 97,005人                                          |  |
| 1990年 | 97,215人                                          |  |
| 1995年 | 95,658人                                          |  |
| 2000年 | 94,326人                                          |  |
| 2005年 | 92,854人                                          |  |
| 2010年 | 90,187人                                          |  |
| 2015年 | 87,413人                                          |  |
| 2020年 | 82,754人                                          |  |

## 歷史
大化革新後當地被稱為宇摩郡 ，並設置日本古代官道南海道的伊予國大岡站，成為伊予和土佐連繫日本中央政府的交通要道。在江戶時代曾經短暫設立川之江藩，但僅設立七年變被廢除，而後被分割歸屬週邊的今治藩、西條藩和徳川幕府直屬領地。

### 行政區劃變遷
- 1889年12月15日：實施町村制，現在的轄區在當時分屬：宇摩郡三島村、中曾根村、中之庄村、松柏村（日语：松柏村）、寒川村、豐岡村（日语：豊岡村 (愛媛県)）、富鄉村（日语：富郷村 (愛媛県)）、金砂村（日语：金砂村 (愛媛県)）、川之江村、二名村（日语：二名村 (愛媛県宇摩郡)）、妻鳥村（日语：妻鳥村）、上分村、金生村、川瀧村（日语：川滝村）、金田村（日语：金田村 (愛媛県)）、土居村、小富士村、津根村、野田村、滿崎村、關川村、新立村、上山村。
- 1894年7月1日：滿崎村被分割為天滿村和蕪崎村。
- 1898年11月21日：三島村改制為三島町（日语：三島町 (愛媛県)）。
- 1898年12月21日：川之江村改制為川之江町（日语：川之江町）。
- 1913年1月1日：上分村改制為上分町（日语：上分町）。
- 1940年2月11日：津根村和野田村合併為長津村。
- 1944年4月1日：中曾根村、中之庄村、松柏村被併入三島町。
- 1948年4月3日：金生村改制為金生町（日语：金生町）。
- 1950年10月1日：松柏村從三島町分出獨立設置。
- 1952年6月1日：寒川村改制為寒川町（日语：寒川町 (愛媛県)）。
- 1954年3月31日：
  - 二名村被併入川之江町。
  - 長津村、小富士村、天滿村、蕪崎村、土居村、關川村合併為土居町（日语：土居町 (愛媛県）。
  - 新立村和上山村合併為新宮村（日语：新宮村 (愛媛県)）。
- 1954年11月1日：
  - 川之江町、妻鳥村、上分町、金生町、川泷村、金田村合併為川之江市。[13]
  - 三島町、松柏村、寒川町、豐岡村、富郷村、金砂村合併為伊予三島市。
- 2004年4月1日：土居町、新宮村、川之江市、伊予三島市合併為四國中央市。[14]

### 變遷表
| 1889年   | 1889年 - 1926年         | 1926年 - 1954年            | 1926年 - 1954年            | 1926年 - 1954年                | 1955年 - 1988年                | 1989年 - 现在                 | 现在                          |
| -------- | ----------------------- | -------------------------- | -------------------------- | ------------------------------ | ------------------------------ | ----------------------------- | ----------------------------- |
| 川之江村 | 1898年12月21日 川之江町 | 1898年12月21日 川之江町    | 1898年12月21日 川之江町    | 1954年11月1日 合併為川之江市   | 1954年11月1日 合併為川之江市   | 2004年4月1日 合併為四國中央市 | 2004年4月1日 合併為四國中央市 |
| 二名村   | 二名村                  | 二名村                     | 1954年3月31日 併入川之江町 | 1954年11月1日 合併為川之江市   | 1954年11月1日 合併為川之江市   | 2004年4月1日 合併為四國中央市 | 2004年4月1日 合併為四國中央市 |
| 妻鸟村   |                         |                            |                            | 1954年11月1日 合併為川之江市   | 1954年11月1日 合併為川之江市   | 2004年4月1日 合併為四國中央市 | 2004年4月1日 合併為四國中央市 |
| 上分村   | 1913年1月1日 上分町     | 1913年1月1日 上分町        | 1913年1月1日 上分町        | 1954年11月1日 合併為川之江市   | 1954年11月1日 合併為川之江市   | 2004年4月1日 合併為四國中央市 | 2004年4月1日 合併為四國中央市 |
| 金生村   | 金生村                  | 1948年4月3日 金生町        | 1948年4月3日 金生町        | 1954年11月1日 合併為川之江市   | 1954年11月1日 合併為川之江市   | 2004年4月1日 合併為四國中央市 | 2004年4月1日 合併為四國中央市 |
| 川泷村   |                         |                            |                            | 1954年11月1日 合併為川之江市   | 1954年11月1日 合併為川之江市   | 2004年4月1日 合併為四國中央市 | 2004年4月1日 合併為四國中央市 |
| 金田村   |                         |                            |                            | 1954年11月1日 合併為川之江市   | 1954年11月1日 合併為川之江市   | 2004年4月1日 合併為四國中央市 | 2004年4月1日 合併為四國中央市 |
| 三岛村   | 1898年11月21日 三岛町   | 1898年11月21日 三岛町      | 三岛町                     | 1954年11月1日 合併為伊予三岛市 | 1954年11月1日 合併為伊予三岛市 | 2004年4月1日 合併為四國中央市 | 2004年4月1日 合併為四國中央市 |
| 中曾根村 | 中曾根村                | 1944年4月1日 併入三岛町    | 三岛町                     | 1954年11月1日 合併為伊予三岛市 | 1954年11月1日 合併為伊予三岛市 | 2004年4月1日 合併為四國中央市 | 2004年4月1日 合併為四國中央市 |
| 中之庄村 |                         | 1944年4月1日 併入三岛町    | 三岛町                     | 1954年11月1日 合併為伊予三岛市 | 1954年11月1日 合併為伊予三岛市 | 2004年4月1日 合併為四國中央市 | 2004年4月1日 合併為四國中央市 |
| 松柏村   | 松柏村                  | 1944年4月1日 併入三岛町    | 1950年10月1日 松柏村       | 1954年11月1日 合併為伊予三岛市 | 1954年11月1日 合併為伊予三岛市 | 2004年4月1日 合併為四國中央市 | 2004年4月1日 合併為四國中央市 |
| 寒川村   | 寒川村                  | 寒川村                     | 1952年6月1日 寒川町        | 1954年11月1日 合併為伊予三岛市 | 1954年11月1日 合併為伊予三岛市 | 2004年4月1日 合併為四國中央市 | 2004年4月1日 合併為四國中央市 |
| 丰冈村   |                         |                            |                            | 1954年11月1日 合併為伊予三岛市 | 1954年11月1日 合併為伊予三岛市 | 2004年4月1日 合併為四國中央市 | 2004年4月1日 合併為四國中央市 |
| 富乡村   |                         |                            |                            | 1954年11月1日 合併為伊予三岛市 | 1954年11月1日 合併為伊予三岛市 | 2004年4月1日 合併為四國中央市 | 2004年4月1日 合併為四國中央市 |
| 金砂村   |                         |                            |                            | 1954年11月1日 合併為伊予三岛市 | 1954年11月1日 合併為伊予三岛市 | 2004年4月1日 合併為四國中央市 | 2004年4月1日 合併為四國中央市 |
| 津根村   | 津根村                  | 1940年2月11日 合併為长津村 | 1954年3月31日 合併為土居町 | 1954年3月31日 合併為土居町     | 1954年3月31日 合併為土居町     | 2004年4月1日 合併為四國中央市 | 2004年4月1日 合併為四國中央市 |
| 野田村   |                         | 1940年2月11日 合併為长津村 | 1954年3月31日 合併為土居町 | 1954年3月31日 合併為土居町     | 1954年3月31日 合併為土居町     | 2004年4月1日 合併為四國中央市 | 2004年4月1日 合併為四國中央市 |
| 小富士村 |                         |                            | 1954年3月31日 合併為土居町 | 1954年3月31日 合併為土居町     | 1954年3月31日 合併為土居町     | 2004年4月1日 合併為四國中央市 | 2004年4月1日 合併為四國中央市 |
| 满崎村   | 1894年7月1日 天满村     | 1894年7月1日 天满村        | 1954年3月31日 合併為土居町 | 1954年3月31日 合併為土居町     | 1954年3月31日 合併為土居町     | 2004年4月1日 合併為四國中央市 | 2004年4月1日 合併為四國中央市 |
| 满崎村   | 1894年7月1日 芜崎村     |                            | 1954年3月31日 合併為土居町 | 1954年3月31日 合併為土居町     | 1954年3月31日 合併為土居町     | 2004年4月1日 合併為四國中央市 | 2004年4月1日 合併為四國中央市 |
| 土居村   |                         |                            | 1954年3月31日 合併為土居町 | 1954年3月31日 合併為土居町     | 1954年3月31日 合併為土居町     | 2004年4月1日 合併為四國中央市 | 2004年4月1日 合併為四國中央市 |
| 关川村   |                         |                            | 1954年3月31日 合併為土居町 | 1954年3月31日 合併為土居町     | 1954年3月31日 合併為土居町     | 2004年4月1日 合併為四國中央市 | 2004年4月1日 合併為四國中央市 |
| 新立村   | 新立村                  | 新立村                     | 1954年3月31日 合併為新宫村 | 1954年3月31日 合併為新宫村     | 1954年3月31日 合併為新宫村     | 2004年4月1日 合併為四國中央市 | 2004年4月1日 合併為四國中央市 |
| 上山村   |                         |                            | 1954年3月31日 合併為新宫村 | 1954年3月31日 合併為新宫村     | 1954年3月31日 合併為新宫村     | 2004年4月1日 合併為四國中央市 | 2004年4月1日 合併為四國中央市 |

## 交通

### 鐵路
- 四國旅客鐵道
  - 予讚線：川之江站 - 伊予三島站 - 伊予寒川站 - 赤星站 - 伊予土居站 - 關川站

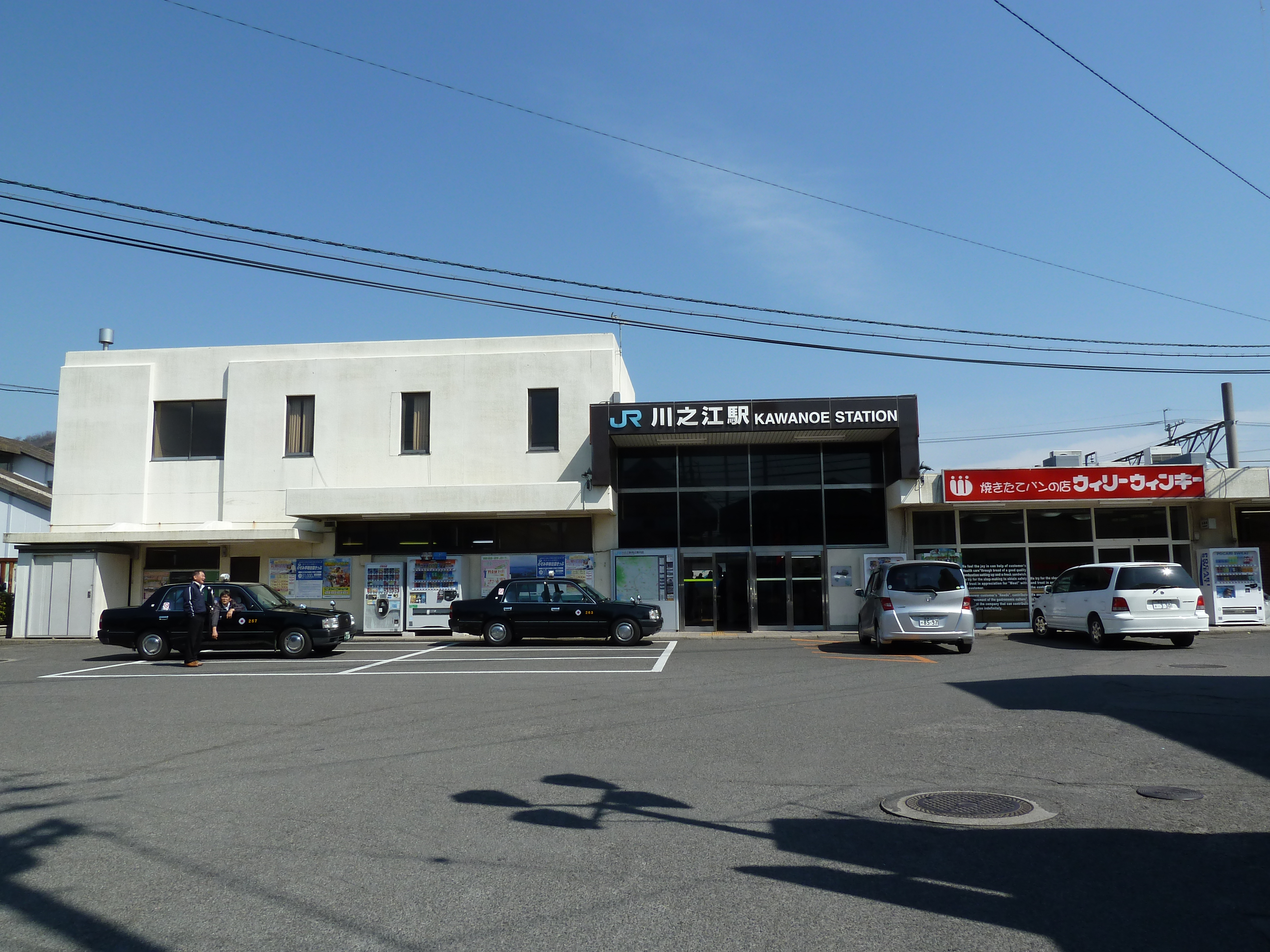
川之江站
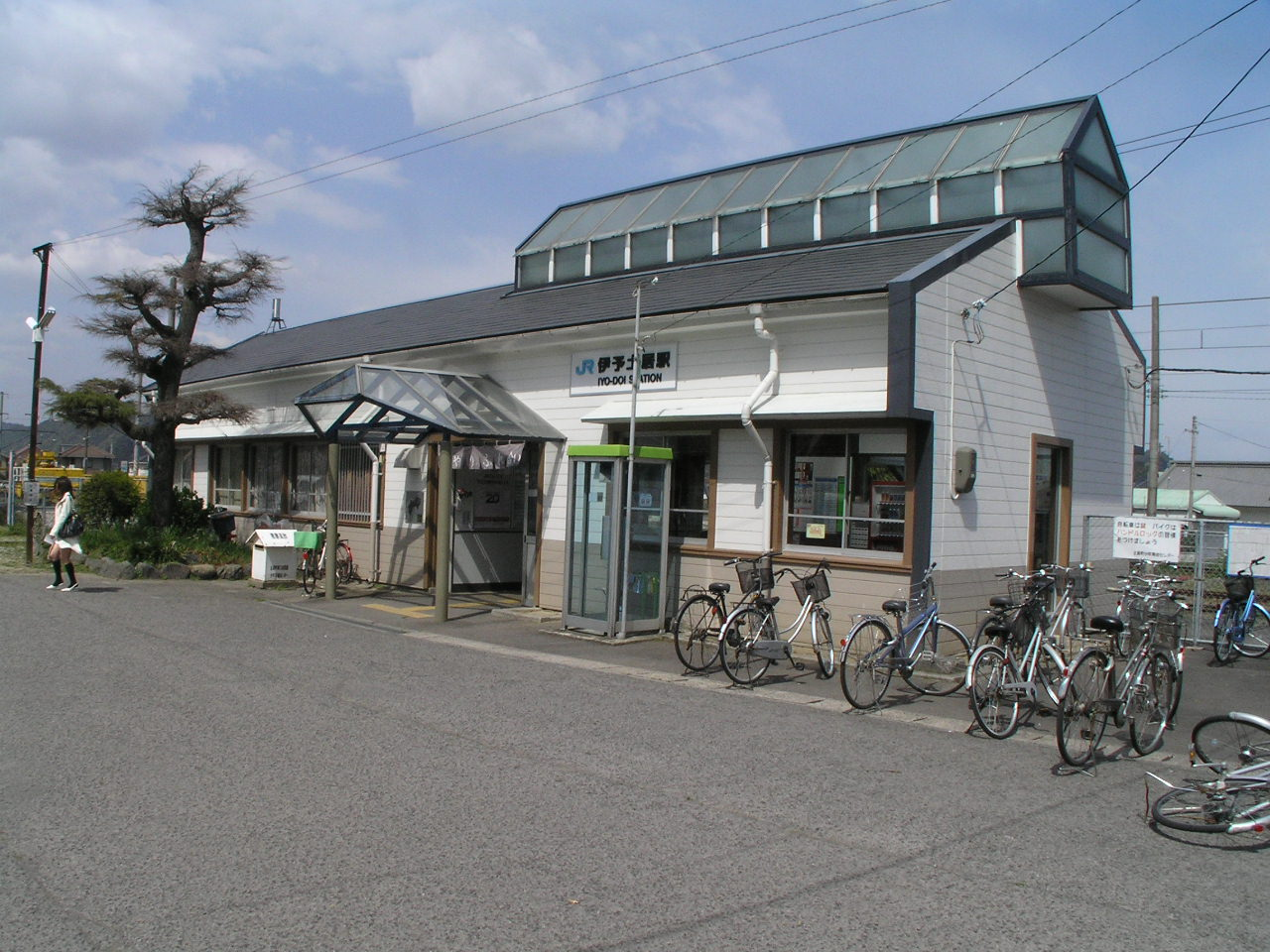
伊予土居站

### 道路
松山自動車道位於三島川之江交流道與土居交流道之間路段在1985年3月27日通車，為四國地區最早開通的高速道路，因此被視為四國高速道路的發祥地。
- 松山自動車道：川之江系統交流道（日语：川之江ジャンクション） - 上分休息區（日语：上分パーキングエリア） - 三島川之江交流道（日语：三島川之江インターチェンジ） - 土居交流道 - 入野休息區（日语：入野パーキングエリア） - （新居濱市）
- 高知自動車道：川之江系統交流道 - 川之江東系統交流道（日语：川之江東ジャンクション） - 新宮交流道 - 馬立休息區（日语：馬立パーキングエリア） - （大豐町）
- 高松自動車道：（觀音寺市） - 川之江系統交流道
- 德島自動車道：（三好市） - 川之江東系統交流道

### 港口
- 三島川之江港（日语：三島川之江港）
過去曾有往返東神戶港～川之江港～新居濱東港之間的定期渡輪，但已於1998年停止營運，現僅有往返大阪、神戶之間的貨輪航班。

## 觀光

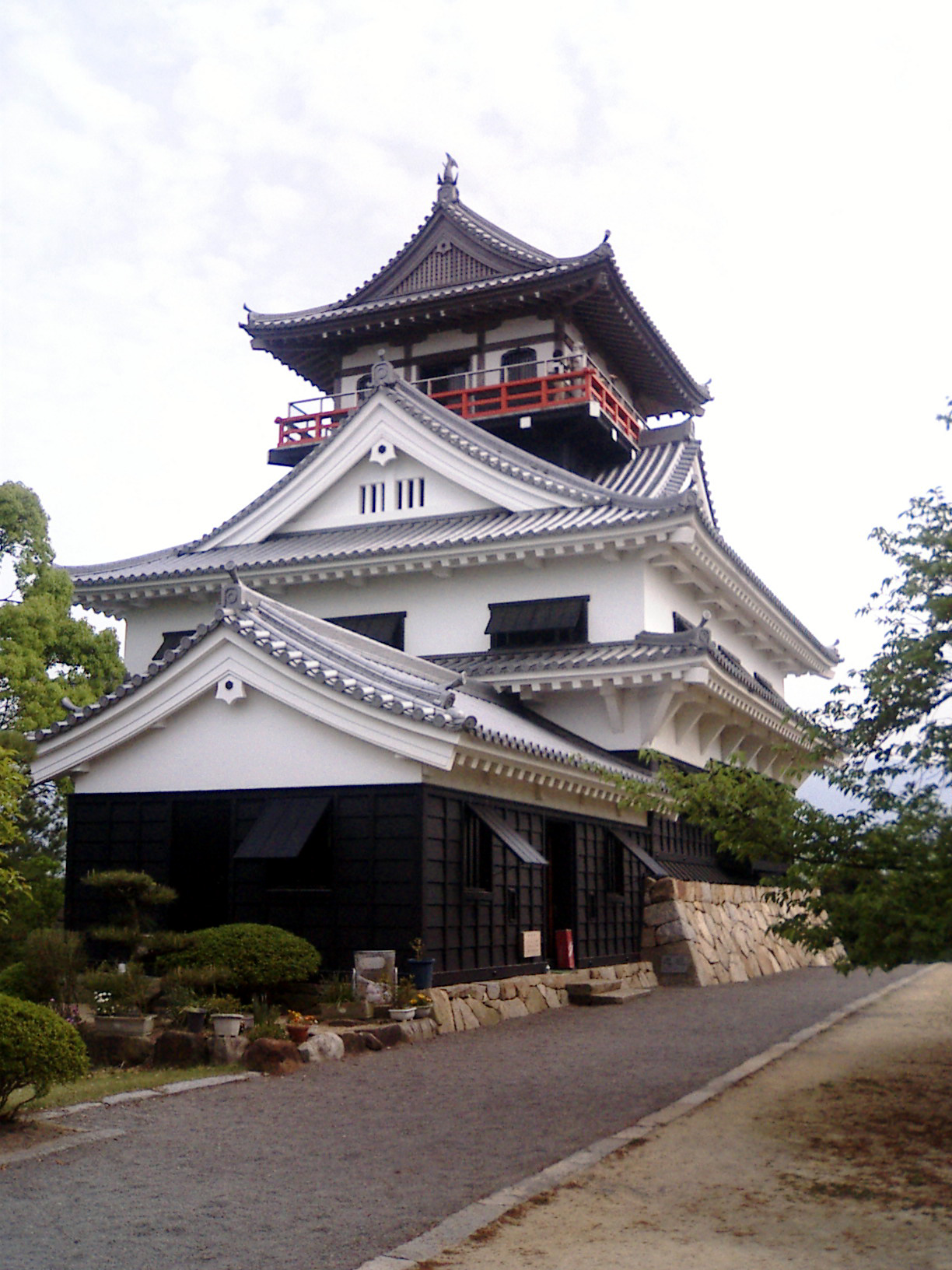
川之江城

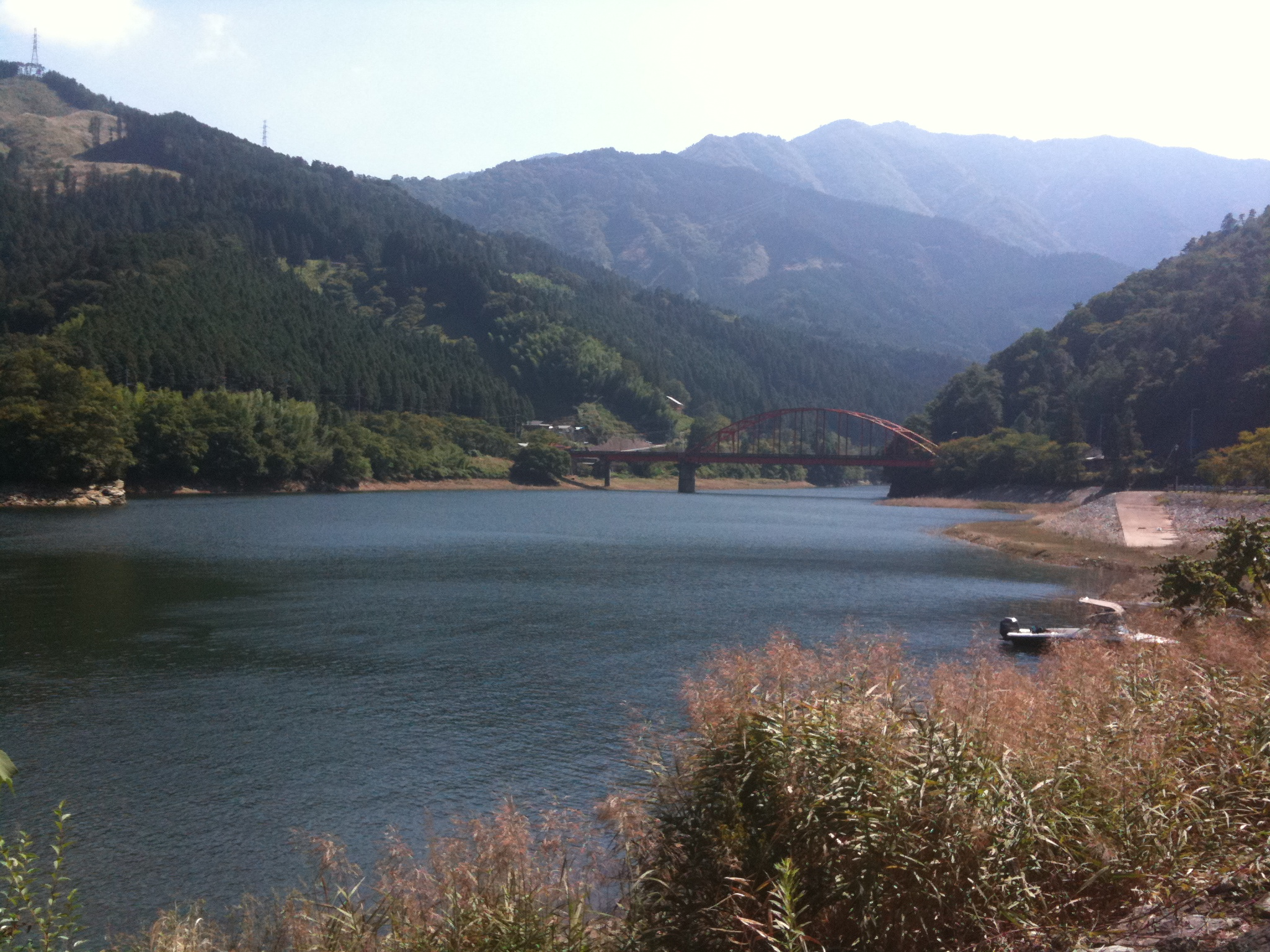
金砂湖畔公園

- 川之江城（日语：川之江城）
- 東宮山古墳
- 宇摩向山古墳（日语：宇摩向山古墳）
- 真鍋家住宅
- 紙之町資料館（日语：紙のまち資料館）
- 蕪崎海岸（日语：蕪崎海岸）
- 金砂湖（日语：金砂湖）、金砂湖畔公園（日语：金砂湖畔公園）

## 教育
高等學校
- 愛媛縣立川之江高等學校（日语：愛媛県立川之江高等学校）
- 愛媛縣立三島高等學校（日语：愛媛県立三島高等学校）
- 愛媛縣立土居高等學校（日语：愛媛県立土居高等学校）

## 姊妹、友好城市

### 海外
- 宣城市 - 2005年1月（原宣州市 - 川之江市友好城市協議簽訂於1995年）[15]

## 本地出身之名人
- 真鍋淑郎：氣象學家、美國普林斯頓大學研究員、2021年諾貝爾物理學獎得主
- 井川伊勢吉：企業家、前大王製紙會長
- 真鍋八千代：律師、曾任後樂園球場社長
- YU-KI：歌手
- 帆風成海：寶塚歌劇團雪組男役
- 福田卓郎：編劇
- 白石稔：配音員
- 紫舟：女性書道家
- 中泉英雄：演員
- 高橋勇丞：前職業棒球選手
- 鎌倉健：前職業棒球選手
- 石川陽造：前職業棒球選手
- 井原慎一郎：前職業棒球選手
- 鈴木皖武：前職業棒球選手
- 石川幸子：籃球選手
- 窪田夕子：前籃球選手
- 藤原有沙：籃球選手
- 石川晉也：職業摔角選手
- 西野林檎：漫畫家
- 椎名愛弓：漫畫家
- 加地君也：漫畫家
- 木村太彦：漫畫家
- 矢代まさこ：漫畫家
- 森信雄：將棋棋士
- 白川義員：攝影師
- 古田足日：兒童文學作家
- 曾我部清典：小號演奏者
- 尾藤二洲：江戶時代的儒學者
- 近藤篤山：江戶時代的程朱理學學者

## 外部連結
- （日語） 四國中央市觀光協會（页面存档备份，存于）
- （日語） 四國中央市物產協會（页面存档备份，存于）